# Copidognathus loricifer
Copidognathus loricifer är en kvalsterart som beskrevs av Andre 1946. Copidognathus loricifer ingår i släktet Copidognathus och familjen Halacaridae. Arten är reproducerande i Sverige. Inga underarter finns listade i Catalogue of Life.